# محمد عبد السلام منصور
محمد عبد السلام منصور شاعر يمني وأمين عام مساعد لـ المجمع العلمي اللغوي اليمني.